# Министерство торговли США
Министерство торговли США (англ. the United States Department of Commerce) — один из исполнительных департаментов США.
Должность министра торговли США с 19 февраля 2025 занимает Говард Лютник
Сфера деятельности министерства — экономический рост в США, продвижение свободной торговли США по всему миру, международные экономические миссии, поддержка инноваций, управление морскими ресурсами и обеспечение информации о погоде.
Общее количество служащих в 2011 году — 43 105 человек. В 2009 году их было 56 259 человек. Примечательно, что в 2010 году штат служащих увеличился до 123 580 человек. Этот скачок был результатом принятия на работу около 70 000 временных сотрудников Бюро переписи населения США для обеспечения переписи населения 2010 года.

## Основные структурные подразделения министерства (на август 2005 года)
- Агентство по развитию малого бизнеса (Minority Business Development Agency, MBDA)
- Ведомство по патентам и товарным знакам (Patent & Trademark Office, USPTO)
- Бюро промышленности и безопасности (Bureau of Industry and Security, BIS)
- Национальное управление по океанам и атмосфере (National Oceanic & Atmospheric Administration, NOAA)
  - Национальный океанический и атмосферный административно-эксплуатационный корпус (National Oceanic and Atmospheric Administration Commissioned Corps, NOAA Corps)
  - Национальная служба морского рыболовства (National Marine Fisheries Service, NMFS)
  - Национальная служба океана (National Ocean Service, NOS)
  - Национальная служба погоды (National Weather Service, NWS)
  - Центр океанических и атмосферных исследований (Office of Oceanic and Atmospheric Research, OAR)
- Национальное управление по телекоммуникациям и информации (National Telecommunications & Information Administration, NTIA)
- Управление международной торговли[англ.] (International Trade Administration, ITA)
- Управление по технологиям (Technology Administration)
  - Бюро технической политики (Office of Technology Policy, OTP)
  - Национальный институт стандартов и технологий (National Institute of Standards and Technology, NIST)
  - Национальная служба технической информации (National Technical Information Service, NTIS)
- Управление экономики и статистики (Economics & Statistics Administration, ESA)
  - Бюро переписи населения (Bureau of the Census)
  - Бюро экономического анализа (Bureau of Economic Analysis, BEA)
- Управление экономического развития (Economic Development Administration, EDA)